# Douchy (Loiret)
Douchy è un comune francese di 1 037 abitanti situato nel dipartimento del Loiret nella regione del Centro-Valle della Loira. Il comune di Douchy dal 1º gennaio 2016 è stato unito al comune di Montcorbon, e dalla fusione la nuova denominazione in Douchy-Montcorbon.

## Geografia
Il comune è attraversato dal fiume Ouanne.

## Società

### Evoluzione demografica
Abitanti censiti